# Speak of the Devil (Ozzy Osbourne)
Speak of the Devil (intitolato Talk of the Devil per il mercato britannico) è il primo disco live della carriera solista di Ozzy Osbourne, pubblicato nel 1982.

## Descrizione
I pezzi del disco vennero suonati al "The Ritz" di New York, poco tempo dopo la morte di Randy Rhoads. Lo sfortunato chitarrista venne rimpiazzato da Brad Gillis (proveniente dai Night Ranger), inoltre Ozzy ingaggiò il batterista Tommy Aldridge e il bassista Rudy Sarzo al posto, rispettivamente, di Lee Kerslake e Bob Daisley. Nel concerto, Osbourne e la sua band propongono dal vivo vari brani dei Black Sabbath degli anni settanta.
Si tratta inoltre dell'unica registrazione ufficiale di Ozzy Osbourne a vedere la presenza del chitarrista dei Night Ranger Brad Gillis, che sostituiva il recentemente scomparso Randy Rhoads, dopo la breve parentesi di Bernie Torme chiamato per chiudere il Diary of a Madman Tour.
Osbourne ha pubblicamente disconosciuto l'album, affermando che fu costretto a pubblicarlo dietro pressioni da parte della casa discografica. Nell'aprile 2002, l'album è stato cancellato dal catalogo di Osbourne e non è più stato ristampato nel Nord America. Rimane comunque ampiamente disponibile in versione CD, essendo ancora prodotto in Giappone e in altri mercati.
La canzone Sweet Leaf fu omessa dalle prime copie iniziali della versione in CD dell'album, a causa di problemi di spazio per la durata massima del compact disc. Venne poi reinserita quando l'album fu rimasterizzato nel 1995.
Questo è il primo dei due album di Osbourne in cui suona Rudy Sarzo, che lasciò poi il gruppo per unirsi ai riformatisi Quiet Riot meno di un mese dopo, l'altro disco è Tribute.

### Registrazione
Anche se le note dell'album indicano che le registrazioni provengono da due concerti al The Ritz di New York svoltisi il 26 e 27 settembre 1982, quanto indicato può non essere del tutto corretto. Nel 2007, il produttore del disco Max Norman affermò che a causa del limitato budget di realizzazione, Osbourne si esibì in uno spettacolo pomeridiano a porte chiuse (la data dell'esibizione non è ben chiara) perché il materiale registrato durante il vero concerto non era di qualità sufficientemente buona per essere messo su disco e pubblicato. Sempre secondo Norman, la versione definitiva dell'album contiene tre brani provenienti dall'esibizione pomeridiana senza pubblico con l'aggiunta del suono della folla in post-produzione. Sebbene Norman non rivelò di quali canzoni si trattasse nello specifico, egli disse: «Se non avete niente da fare per un paio di giorni, potreste sedervi tranquilli ad ascoltare l'album in cuffia provando a scoprire quali siano le tracce registrate dal vivo e quali no».

### Copertina
L'album fu pubblicato con una copertina grandguignolesca raffigurante un Ozzy-vampiro, nella cornice di una finestra circondata da oscuri simboli runici, intento a divorare ringhiando dei pezzi di carne cruda e sanguinolenta. Vi furono molti dibattiti circa il reale significato "satanico" delle rune, fino a quando venne rivelato che si traducevano più o meno così: "Buondì! La Chiama-Il-Demone Productions presenta, con la collaborazione delle Grafiche Cimiteriali, il pazzoide del rock che caga nel bagno di El Satano", ed erano un evidente burla messa in atto dallo stesso Osbourne per prendere in giro chi prendesse troppo sul serio la sua immagine demoniaca.

## Tracce
Testi e musiche di Ozzy Osbourne,Tony Iommi,Geezer Butler e Bill Ward.
1. Symptom of the Universe – 5:41
2. Snowblind – 4:56
3. Black Sabbath – 6:04
4. Fairies Wear Boots – 6:33
5. War Pigs – 8:35
6. The Wizard – 4:43
7. N.I.B. – 5:35
8. Sweet Leaf – 5:55
9. Never Say Die – 4:18
10. Sabbath Bloody Sabbath – 5:34
11. Iron Man/Children of the Grave – 9:12
12. Paranoid – 3:10

## Formazione
- Ozzy Osbourne - voce
- Brad Gillis - chitarra
- Rudy Sarzo - basso
- Tommy Aldridge - batteria

## Classifiche
| Classifica (1982-83) | Posizione massima |
| -------------------- | ----------------- |
| Regno Unito          | 21                |
| Stati Uniti          | 14                |